# وادي الغذاء
وادي الغذاء هي منطقة في هولندا تتركز فيها شركات الغذاء العالمية ومعاهد البحوث وجامعة مركز أبحاث فاخينينجين. تعد منطقة وادي الغذاء موطن لعدد كبير من الشركات العالمية الغذائية. ويوجد في منطقة وادي الغذاء حوالي 15000 من المهنيين النشطين في العلوم المتعلقة بالغذاء والتطور التكنولوجي. ويشارك أكثر بكثير في عملية تصنيع المنتجات الغذائية. تتطلع منطقة وادي الغذاء – مع وجود مدينة فاخينينجين كمركز لها – إلى تشكيل قلب ديناميكي للمعرفة لصناعة الأغذية العالمية.
داخل هذه المنطقة، تهدف منظمة وادي الغذاء إلى تهيئة ظروف وبالتالي يمكن لمصنعي الأغذية ومعاهد المعرفة العمل معاً لتطوير مفاهيم جديدة ومبتكرة للأغذية. إنضمت منظمة وادي الغذاء إلى شبكة ابتكار الأغذية الأوروبية.

## البحوث الحالية حول وادي الغذاء
أصبحت وادي الغذاء كمنطقة موضوعاً للدراسة للعديد من الجغرافيين. حتى قبل تأسيس وادي الغذاء كمنظمة عام 2004  وكمنطقة عام 2011 . قام فرانك كراك وفرتيس أوفيرينغ بعمل تحليل رباعي SWOT للمنطقة باستخدام هيكل إقتصادي تطويري وجرى مقارنتها مع مناطق مشابهة لها في كندا والدنمارك وإيطاليا والسويد. وأجري فلوريس ويبردنيك أيضاً دراسة مماثلة. واستَخدمت الدراسة مفاهيم التسويق الجغرافي في WERV , سلف في منطقة وادي الغذاء.درس جاير وفان ديرفبلدين التطور الاقتصادي لمنطقة وادي الغذاء باستخدام بيانات إحصائية.

### مناقشة
أحدثت الأبحاث التي أُجريت على وادي الغذاء بعض النقاش حول تأثير الثقافة على النمو الاقتصادي. جادل ويبردنيك أن الموطن والثقافة ليس محصوراً بالمكان بل بالتاريخ. في الآونة الأخيرة جادلت دراسة حول وادي الغذاء أن الموطن والثقافة في الواقع محصوراً بالمكان.
ومع ذلك، أوصت كلتا الدراستين على منطقة وادي الغذاء لتعزيز ثقافتها المتميزة.